# Künter Rothberg
Künter Rothberg (* 13. März 1984 in Viljandi) ist ein estnischer Judoka.
2006 konnte Rothberg bei den Judo-Europameisterschaften in Tampere die Bronzemedaille in der Gewichtsklasse bis 66 kg erringen.